# (316201) Malala
(316201) Malala ist ein Asteroid des äußeren Hauptgürtels, der vom Wide-Field Infrared Survey Explorer (IAU-Code C51) am 23. Juni 2010 entdeckt wurde, einem unbemannten Weltraumteleskop der NASA, das im Januar 2010 den Betrieb aufnahm. Sichtungen des Asteroiden hatte es vorher schon am 11. und 15. März 2007 unter der vorläufigen Bezeichnung 2007 EJ98 an der auf dem Kitt Peak gelegenen Außenstation des Steward Observatory gegeben.
(316201) Malala wurde am 3. Februar 2015 nach der pakistanischen Kinderrechtsaktivistin Malala Yousafzai (* 1997) benannt. Malala Yousafzai erhielt 2014 gemeinsam mit Kailash Satyarthi den Friedensnobelpreis „für ihren Kampf gegen die Unterdrückung von Kindern und Jugendlichen und für das Recht aller Kinder auf Bildung“. Der Vorschlag der Benennung kam von Amy Mainzer, die Principal Investigator des NEOWISE-Projektes ist.